# Аеродром Газиантеп
Аеродром Газиантеп, такође познак и као Огузели или Газиантеп Огузели (тур. Gaziantep Oğuzeli) је међународни турски аеродром у близини града Газијантепа. Аеродром је отворен 1976. године и користи се искључиво у цивилне сврхе.

## Карактеристике
Аеродром посједује терминал капацитета четири милиона путника годишње и две писте које немају ИЛС ). 
Град Газиантеп је удаљен је око 15-20 километара. До ње се може доћи таксијем, приватним аутомобилом или аеродромским аутобусом. Аеродром поседује паркингом за 400 аутомобила. 

## Реконструкција и повећање капацитета
У јуну 2018. почело се са грађевинским радовима за проширење аеродрома.
План је изградња новог терминала површине 67.085 квадратних метара и шест мостова за укрцавање путника за домаћи саобраћај. Постојећи терминал претворит ће се у терминал за међународни саобраћај. Такође је планирана и паркинг гаража у коју се може сместити око 2000 возила  .

## Авио компаније и дестинације
| Авио компанија                    | Одредиште                                                               |
| --------------------------------- | ----------------------------------------------------------------------- |
| Туркиш ерлајнс                    | Истанбул                                                                |
| Туркиш ерлајнс (прекоАнадолуЈет ) | Анкара-Есенбога, Бурса, Ербил, Severna Nikozija, Истанбул-Сабиха Гокцен |
| Пегасус Аирлинес                  | Истанбул-Сабиха Гокчен, Ерцан                                           |

До априла 2019 ,Туркиш ерлајнс је летео до свог старог матичног аеродрома (Истанбул-Ататурк .

## Подаци о саобраћају
Погледајте необрађени захтев + реф. на Wikidata.